# Xenopus andrei
Xenopus andrei é uma espécie de anfíbio da família Pipidae.

## Distribuição geográfica
Pode ser encontrada nos seguintes países: Camarões, República Centro-Africana, Gabão, e possivelmente República do Congo, República Democrática do Congo e Guiné Equatorial.

## Habitats
Os seus habitats naturais são: florestas subtropicais ou tropicais húmidas de baixa altitude, rios, pântanos, marismas de água doce, marismas intermitentes de água doce, jardins rurais, florestas secundárias altamente degradadas e lagoas.